# Зарнени (Валча)
Зарнени (рум. Zărneni) насеље је у Румунији у округу Валча у општини Драгашани. Oпштина се налази на надморској висини од 169 m.

## Становништво
Према подацима из 2002. године у насељу је живело 70 становника, од којих су сви румунске националности.